# Bulgariens historie
Bulgariens historie som land begynder i 600-tallet, da det første bulgarske kongerige oprettedes, men selve området har været beboet siden palæolitisk tid. Bulgarien var i middelalderen periodevis et mægtigt rige, periodevis kontrolleret af sine store naboer, først det Byzantinske rige og siden det Osmanniske Rige, som styrede landet i næsten 500 år fra 1396. 1878 oprettedes et bulgarsk fyrstedømme, og i 1908 blev Bulgarien et kongerige. Efter 2. verdenskrig blev Bulgarien en folkerepublik styret af kommunistpartiet, og fra 1991 er Bulgarien en demokratisk republik.

## Oldtiden
Det nuværende Bulgarien var i oldtiden beboet af thrakisk-illyriske folk. De gik siden op i den mellem 3. og 6. århundrede e. Kr. indvandrede slaviske befolkning. 679 gik bulgarerne under deres høvding Asparukh over Donau, besatte provinsen Moesia og trængte endog frem til Saloniki og til Konstantinopels mure. Den østromerske kejser måtte indrømme dem provinsen Moesia, og således var Bulgar-riget på Balkan grundlagt. Bulgarien blev oftere mægtigt nok til at pålægge kejseren i Byzans tribut. Under den hårde og grusomme Krum (802-815) strakte Bulgarien sig fra Karpaterne til omegnen af Adrianopel, og kejser Nikeforos fældedes i et slag mod Bulgarien 864 lod bulgar-kanen Boris sig døbe, og hans folk måtte følge eksemplet. De antog kristendommen i den græske form, men Bulgarien fik af patriarkatet indrømmet en kirkelig særstilling, et forhold, der har spillet en politisk rolle lige til moderne tid. Sin største udstrækning nåede riget under Simeon (893-927). Det nåede da fra Sortehavet til Adriaterhavet, og fra Thessaliens grænser til Save og Karpaterne. Simeon antog titlen "Zar og selvhersker over alle bulgarer og grækere", og hans hovedstad Preslav rivaliserede med Konstantinopel i pragt. Også kultur og åndsliv blomstrede op under ham. Men snart gik det tilbage. En bojar fra Trnovo, Shishman, grundede et vestbulgarsk rige, omfattende Makedonien og Albanien, og Shishman’s søn Samuel herskede (976-1014) lige fra Donau til Morea, medens det egentlige bulgarske rige var kommet i afhængighed af Byzans, der havde hjulpet zar Boris 2. med at fordrive Rus', men bagefter detroniserede Boris og behandlede Bulgarien som byzantinsk provins. I 1018 gjorde kejseren også ende på det vestbulgarske rige. Først fra 1186 genvandt Bulgarien sin uafhængighed, og det nåede en ny blomstring, navnlig under Ivan Asen 2. (1218-1241), der herskede dygtigt og humant fra den nye hovedstad Trnovo. Men længe varede det ikke, før dynastiske stridigheder atter svækkede Bulgarien, og efter, at zar Michael Shishman 1330 var blevet slået af serberne, blev Bulgarien – under egne herskere – en vasalstat af det serbiske rige under Stephan Dushan (1331-1355), men løsrev sig efter dennes død.

## Bulgarien under tyrkisk overherredømme
Fra 1340 begyndte tyrkernes indfald; de tog Philippopel 1362, Sofia 1382. Den sidste bulgar-zar, Ivan Shishman 3., måtte i 1366 erklære sig for tyrkisk vasal. Trnovo faldt efter en 3 måneders belejring 1393, blev plyndret og brændt. Efter erobrernes første hærgninger var forbi, bragte tyrkerherredømmet befolkningen ro. Mange bojarer gik over til islam. Af det menige folk fulgte kun forholdsvis få eksemplet; deres efterkommere er de såkaldte pomaker. I øvrigt bevarede Bulgariens befolkning sit lokale selvstyre og sin gejstlige jurisdiktion og levede i det hele, navnlig medens tyrkervældet stod på sin højde, under ikke alt for strenge kår; dens rettigheder respekteredes, lov og ret blev overholdt, handelen blomstrede, og gode veje anlagdes.
Men da det begyndte at gå tilbage med tyrkervældet, blev forholdene værre og værre, og i 18. århundrede led Bulgarien stærkt under gennemdragende krigshæres hærgninger og tiltagende lovløshed. Bulgarien begyndte at håbe på Rusland, der allerede fra Katharina 2.s tid nærede planer om løsrivelse af de kristne Balkanlande fra Tyrkiet. Friheds- og selvstændighedsbevægelsen kom senere frem hos bulgarerne end hos serbere og grækere. Ulige skrifter på bulgarsk begyndte at fremkomme efter 1824; 1835 grundlagdes den første bulgarske skole i Gabrovo, og inden 10 år fandtes 53 bulgarske skoler. Hermed begyndte også bestræbelserne for at komme fri fra den religiøse afhængighed af grækerne. Overklassernes dannelse var græsk og Bulgariens høje gejstlighed af græsk nationalitet. De lange kirkestridigheder endte med, at sultanen indrømmede Bulgarien en autonom kirke under en eksark. Midhat Pasha’s dygtige styrelse (1864-1868) bragte Bulgarien forholdsvis gunstige forhold; men yndet var Midhat ikke, fordi han med hård hånd undertrykte alle oprørsbevægelser.
Opstanden i Bosnien og Herzegovina 1875 smittede i Bulgarien, hvor en opstand brød løs maj 1876, navnlig i distriktet Philippopel. Den tyrkiske regering undertrykte opstanden ved hjælp af bashibozukker, pomaker og de på bulgarsk grund omplantede vilde cirkassiske kolonister. Omkring 15.000 bulgarer, mænd, kvinder og børn, blev massakrerede, 58 landsbyer og 5 klostre ødelagte. Disse grusomheder, der på den tid ansås for at være noget usædvanligt, brændemærkedes af Gladstone, og en konference af magterne i Konstantinopel bestemte, at de bulgarske provinser sammen med det meste af Makedonien skulle inddeles i to selvstyrende vilajeter under kristne guvernører. Tyrkiet gik ikke ind herpå, og kort efter brød den russisk-tyrkiske krig ud.
Ved San Stefano-freden (marts 1878) blev næsten alle bulgarske ønsker opfyldt; der skulle dannes et selvstyrende fyrstendømme Bulgarien, omfattende foruden Donau-Bulgarien og Østrumelien også næsten hele Makedonien og en betydelig del af Thrakien og med en middelhavshavn i Kavala. Dobrudja blev, skønt dets befolkning var bulgarsk, lagt til Rumænien som erstatning for Bessarabien, som Rusland annekterede. Men de andre magter frygtede, at dannelsen af dette Stor-Bulgarien ville forøge Ruslands magt på Balkan alt for stærkt, og fredsvilkårene blev taget op til behandling på en konference i Berlin, og ved Berlin-traktaten (13. juli 1878) bestemtes det, at Bulgarien skulle omfatte landet mellem Donau og Balkan og stå under en frit valgt og af Porten stadfæstet fyrste. Den Syd for Bulgarien liggende landsdel Østrumelien skulle være autonom og have en kristen guvernør.

## Bulgarsk selvstyre
Den endnu ikke konstituerede bulgarske stat var midlertidig okkuperet af russerne, og den russiske generalguvernør fyrst Dondukov-Korsakov lod sammenkalde en grundlovgivende forsamling, der vedtog en fri forfatning, for en stor del efter belgisk mønster. 29. april 1879 valgte nationalforsamlingen i Trnovo fyrst Alexander af Battenberg, en nevø af zar Alexander 2., til fyrste af Bulgarien under navnet Alexander 1. I juli ankom denne til Bulgariens hovedstad og residens Sofia. Parlamentet påtvang ham snart et liberalt ministerium, som optrådte stærkt antirussisk under slagordet »Bulgarien for bulgarerne«. Der indtrådte et politisk kaos, som foranledigede fyrsten til med Ruslands samtykke 9. maj 1881 at tiltage sig absolut magt. Han optrådte med så megen kraft, at Sobranjen virkelig gik med til at suspendere forfatningen og overdrage fyrsten absolut myndighed for syv år. Men hermed blev russerne landets egentlige herrer, de russiske generaler Skobelev og Kaulbars førte styret, og Alexander blev efterhånden så betænkelig ved situationen, at han åbnede forhandlinger med partiførerne og fik dannet en koalition af alle partier på basis af forfatningens genindførelse, hvilken fandt sted ved en proklamation (september 1883). Alexander kom derved i dyb unåde i Rusland. I Østrumelien fandt 1885 et oprør sted under ledelse af en tidligere fårehyrde. Oprørerne proklamerede tilslutning til Bulgarien, og da tyrkerne havde undladt at sende tropper ind i Østrumelien, gennemførtes revolutionen let, og fyrst Alexander drog i triumf ind i Philippopel. Stormagterne protesterede mod dette brud på Berlin-traktaten – kun England stillede sig velvilligt til Bulgarien – og Rusland opfordrede Porten til at tage Østrumelien tilbage. Serbien, der håbede under disse forhold at kunne erhverve Gammel-Serbien fra sin nabo, begyndte krig mod Bulgarien, og Rusland trak pludselig alle sine officerer hjem fra Bulgarien og lod de uøvede bulgarske tropper klare situationen. Men Alexander slog hurtigt serberne ved Slivnitza og Tsaribrod og overskred den serbiske grænse, og krigen sluttede 14 dage efter dens udbrud, idet Serbien ved Østrigs intervention gik ud af den med uformindsket område (freden i Bukarest, marts 1886). Ved konventionen i Top-Khane (april 1886) blev fyrst Alexander af sultanen anerkendt som generalguvernør over Østrumelien. Bulgarien og Østrumelien blev bragt i nøje administrativ forbindelse med hinanden. Alexanders held vakte øget uvilje i Rusland, og på russisk anstiftelse kom en sammensværgelse af officerer og politikere, der i blandt premierminister Karavelov i stand. Den 21. august 1886 blev fyrsten overrumplet om natten, måtte, truet på livet, underskrive sin tronfrasigelse og sendtes så som fange til Rusland. Voldsdåden vakte almindelig forbitrelse i Bulgarien; Kammerpræsidenten Stambulov iværksatte en modrevolution og styrtede den provisoriske regering, og fyrst Alexander, som var blevet sat på fri fod af russerne, vendte tilbage. Fyrsten begik nu en besynderlig politisk fejl, idet han overlod det til Ruslands zar at afgøre, om han skulle tage kronen igen eller ej, og således ignorerede Tyrkiets suverænitet og styrkede Ruslands krav på indflydelsen i Bulgarien. Da zarens svar var afvisende, måtte Alexander opgive spillet. Den 8. september abdicerede han på ny og forlod landet.
Et regentskab, hvis mest fremtrædende medlem var Stambulov, førte nu regeringen under stadig kamp med den russiske indflydelse. Den i Trnovo samlede »Store Sobranje« tilbød kronen til prins Ferdinand af Sachsen-Koburg-Gotha, efter først at have fået afslag fra prins Valdemar af Danmark. Han modtog valget og overtog regeringen i Trnovo den 14. august 1887. Han havde at kæmpe med Ruslands fjendskab, og Tyrkiet nægtede at anerkende ham. Stambulov blev premierminister og styrede, støttet på et solidt flertal i Sobranjen, med hård hånd og med gode resultater. Et indfald i landet under ledelse af en russisk kaptajn blev slået tilbage, den hellige synodes biskopper, der nægtede at anerkende fyrst Ferdinand, blev fjernede fra Sofia, en militærsammensværgelse under major Panitza blev knust. Et mordattentat rettedes mod Stambulov, men det blev en anden minister, der faldt som offer derfor. Imidlertid bragte Stambulov et udmærket forhold til veje mellem Bulgarien og Rumænien og forbedrede ligeledes i høj grad forholdet til Tyrkiet. 1893 ægtede fyrst Ferdinand prinsesse Marie-Louise af Bourbon-Parma, og da dennes familie krævede, at brylluppet skulle finde sted efter romersk-katolsk ritus, gik Stambulov, der indså vigtigheden af at sikre landet et dynasti, med til det upopulære skridt at få ændret forfatningens bestemmelse om, at tronarvingen skulle tilhøre den ortodokse kirke. Fødslen af en tronarving bidrog til at fæstne fyrstens stilling og gjorde ham mindre afhængig af den kraftige premierminister, hvem han personligt ikke yndede.
1894 lod fyrst Ferdinand Stambulov falde og tog et kabinet Stoilov, der ved sin politiske karakter var et udtryk for fyrstens ønske om at komme til forsoning med Rusland. Nyvalgene til Sobranjen viste, at denne politik havde støtte i folket. Zar Alexander 3.s død 1894 jævnede vejen for udsoningen, som besegledes ved tronfølgeren, prins Boris’ overgang til den ortodokse kirke 1896. Denne reaktion mod det stambulovske regimente førte en mængde flygtninge tilbage til Bulgarien, og de officerer, der som deltagere i fyrst Alexander’s bortførelse var flygtede til Rusland, blev benådede. Imidlertid var Stambulov i juli 1895 blevet myrdet på åben gade. Undersøgelsen i anledning af mordet førtes med en slaphed, som udsatte regeringen og fyrsten for skarp kritik i udlandet. Af tre anklagede blev den ene frikendt, de to andre idømte tre års fængsel; den, der havde begået mordet, blev først 7 år senere dømt til døden.
Med opgivelsen af stambulovismen blev forholdet til Porten mindre godt, og den tyrkiske regering betonede lejlighedsvis skarpt sultanens overhøjhed over Bulgarien. En russisk plan om at tilvejebringe forsoning mellem den bulgarske og den græske kirke og flytte den bulgarske eksark til Sofia vakte megen uvilje i Bulgarien, da man derved ville give afkald på eksarkens jurisdiktion i Makedonien, og måtte opgives. Den bulgarske regering klagede over tyrkiske overgreb over for Makedoniens bulgarske befolkning. De europæiske gesandter lod sagen undersøge ved en kommission og kom til det resultat, at klagerne var meget overdrevne; de tyrkiske myndigheders optræden skyldtes bulgarsk agitation mod Porten.
Finanstilstanden var dårlig i slutningen af 1890-erne. Der måtte foretages lønreduktioner og indskrænkninger i civil-listen. Ministerierne Grekov og Ivantschov kæmpede forgæves mod nødstilstanden. For at forhindre en statsbankerot vedtog Sobranjen 1900 en tiendelov, men den vakte den største forbitrelse blandt bønderne. Det kom til blodige sammenstød med militæret i Rustschuk, og for at sætte en stopper for den heftige presseagitation indskrænkede regeringen pressefriheden. 1901 overtog Petrov konsejlspræsidiet, men kabinettet gik af, da det ved nyvalgene til Sobranjen kom i mindretal, og Karavelov blev premierminister. Samarbejdet mellem regering og parlament var i disse årtier ingenlunde let, og gentagne gange besluttede Sobranjen at rette anklager mod afgåede ministre. Kabinettet Karavelov ville gennemføre et lovforslag om optagelse af et lån, men det strandede på Sobranjens modstand. Ministeriet Danev, der dannedes i januar 1902, mødte de samme vanskeligheder, og fyrsten opløste derfor Sobranjen. Undervisningsminister Kautchev blev myrdet. Imidlertid faldt nyvalgene gunstigt ud for regeringen, og i årets løb lykkedes det at føre forslaget om et lån på 120. mio. franc igennem. I december rekonstrueredes ministeriet – stadig under Danevs forsæde. Udviklingen gik i retning af en stadig fastere tilknytning til Rusland. I maj 1903 blev Danev afløst af Petrov.
Over for den makedoniske folkerørelse, som tilstræbte ad revolutionær vej at løsrive Bulgarerne i Makedonien fra Portens herredømme, var regeringen ofte nødt til at gribe ind. Efter forestillinger fra russisk og østrigsk side måtte regeringen 1902 offentliggøre en erklæring mod denne rørelse og true med at opløse den makedoniske komité i Sofia, hvis den ikke holdt sig inden for lovlige grænser. I de følgende år opløste regeringen flere revolutionære makedoniske komiteer og arresterede deres førere, og på grænsen opstilledes en militærkordon, der skulle hindre bulgarske bander i at gå over på tyrkisk grund. Trods disse forholdsregler mistænkte Tyrkiet alligevel bestandig – og næppe uden grund – den bulgarske regering for at sympatisere med rørelsen. Bulgarien klagede i en cirkulærnote til magterne over tyrkiske troppers udskejelser i Makedonien, Porten gendrev beskyldningerne i en anden cirkulærnote. Både Tyrkiet og Bulgarien rustede stærkt, men efteråret 1903 enedes man fra begge sider om at hjemsende tropperne (20.000 mand fra Bulgariens side, 40.000 fra Tyrkiets). En nyvalgt Sobranje, hvori regeringens tilhængere var i stor majoritet, vedtog den ekstraordinære kredit på 25 mio. franc, som var anvendt til rustninger. 1905 vedtog Sobranjen en lov om statsmonopol på salt, tændstikker og cigaretter, og i det følgende år kom en toldunion i stand med Serbien. De bulgarske banders færd i Makedonien vedblev at formørke forholdet til Porten, skønt den bulgarske regering fra tid til anden traf forholdsregler mod bandedannelse og våbentransport og forbød afholdelsen af en revolutionær makedonisk kongres på bulgarsk grund.
Efteråret 1906 trådte Petrov tilbage, og med Petkov kom stambulovismen igen til roret. Petkov var Stambulov’s mest talentfulde efterfølger, energisk og hård som sit forbillede. Da der i begyndelsen af 1907 udbrød studenteruroligheder i Sofia, lod Petkov universitetet lukke og sendte de militærpligtige studenter til hæren. Den radikale agitation rettede sig med stigende voldsomhed mod Petkov, der snart efter led Stambulov’s skæbne, idet han 11. marts 1907 blev skudt ned på åben gade af en ved oppositionspressens agitation opfanatiseret person. Stambulovisterne holdt sig endnu ved roret i nogen tid under Gudev’s kabinetsledelse, men brist på sammenhold i partiet foranledigede kabinettet Gudev til at demissionere i begyndelsen af 1908. Et demokratisk ministerium Malinov dannedes sidst i januar. For øvrigt var de gamle partiskel efterhånden blevne udviskede.

## Selvstændigheden
Den ungtyrkiske revolution 1908 blev et vendepunkt også for Bulgarien. Man følte i Bulgarien, hvis økonomiske og civilisatoriske udvikling var gået frem med kæmpeskridt under Ferdinand, det urimelige i, at Bulgarien alene blandt de kristne Balkanstater skulle være en tyrkisk vasalstat – om end kun nominelt. I september 1908 hændte det, at Bulgariens diplomatiske agent i Konstantinopel, Geshov, blev udelukket fra udenrigsminister Tevfik Pasha’s diner for de suveræne staters repræsentanter, og denne Geshov-affære satte meget ondt blod. Frygten for, at ungtyrkernes reformpolitik skulle styrke Tyrkiets kraft og ydre anseelse og slå bom for de bulgarske forhåbninger, bragte fyrst Ferdinand til at handle. Han begyndte med at lægge beslag på de østrumeliske jernbaner, der ejedes af Porten, idet han brugte en på disse baner udbrudt strejke til påskud, derpå, 5. oktober 1908, erklærede han Bulgarien – med Østrumelien – for uafhængigt af Porten, omtrent samtidig med, at Østrig-Ungarn annekterede Bosnien og Herzegovina. Tyrkiet protesterede, men gik sluttelig ind på at anerkende uafhængigheden mod erlæggelse af en skadesløsholdelse i penge, som Bulgarien blev sat i stand til at betale ved et arrangement med Rusland. Ferdinand antog titlen "Bulgarernes konge". Disse begivenheder gav den storbulgarske rørelse – med Makedonien som foreløbigt mål – vind i sejlene, og modsætningen mellem denne rørelse og den fra Rusland udgåede panslavisme kom lejlighedsvis til orde. Afsløringer angående bulgarske intriger i Makedonien kom frem i Konstantinopel. En forfatningsændring i overensstemmelse med de forandrede forhold vedtoges af den »store Sobranje« 21. juli 1911.

## Første og anden Balkankrig
Imidlertid forberedtes vigtige begivenheder. Et hemmeligt Balkanforbund mellem Bulgarien, Serbien, Montenegro og Grækenland kom i stand med et fælles angreb på Tyrkiet til formål. Bulgarien var den fremdrivende kraft. Den stadige strid om de makedoniske reformer toges som påskud til at åbne fjendtlighederne, og den første Balkankrig brød løs i oktober 1912. De allierede sejrede på alle punkter, og bulgarerne nærmede sig – efter sejrene ved Kirk Kilisse og Lule Burgas – til Konstantinopel, men standsedes ved Tschataldja-linjen. Porten søgte (november 1912) særforhandlinger med Bulgarien, men de strandede på kravet om overgivelse af Adrianopel. En våbenstilstand sluttedes mellem Tyrkiet, Bulgarien, Serbien og Montenegro, men underhandlingerne strandede, og krigen genoptoges den 3. februar 1913. Den 26. marts stormede bulgarerne Adrianopel. En præliminærfred kom i stand i London 30. maj 1913, takket være London-ambassadørkonferencens bestræbelser, og herved beholdt Tyrkiet af sine europæiske besiddelser kun Konstantinopel og nærmeste omegn. Men strid mellem sejrherrerne om byttets fordeling førte til en krig mellem Bulgarien på den ene side, Serbien, Montenegro og Grækenland på den anden, idet Bulgarien ikke ville give afkald på de dele af Makedonien, som dets forbundsfæller havde taget i besiddelse, mens det selv bandt tyrkernes hovedstyrke ved Tschataldja. Rumænien havde allerede ved begyndelsen af 1913 fordret et stykke bulgarsk grænseland ved Sortehavet, indbefattende Silistria og havnen Kavarna, og der førtes stadig forhandlinger derom. Bulgarien håbede at hævde sig ved en kraftig offensiv, og i stedet for at modtage den tilbudte russiske mægling, som det ikke ventede ville falde ud til dets fordel, åbnede det krigen med Serbien og Montenegro (juli 1913). Men Grækenland havde forbundet sig med Serbien og Montenegro ved en særtraktat og greb straks ind i den ny Balkankrig, medens rumænerne rykkede ind nord fra, besatte de landsdele, de krævede, og nærmede sig Sofia. Bulgarien led nederlag over for serberne og grækerne, medens tyrkerne benyttede lejligheden til at generobre Adrianopel. En fredskonference kom i stand i Bukarest 30. juli-8. august, og ved freden i Bukarest måtte Bulgarien afstå 7.525 km2 land ved Dobrudja og Sortehavet til Rumænien og overlade Serbien og Grækenland de dele af Makedonien, de havde inde. Ved freden med Tyrkiet i Konstantinopel måtte Bulgarien lade Tyrkiet beholde Adrianopel og 7.000 km2 thrakisk territorium, som Bulgarien havde fået tilkendt ved præliminærfreden i London. Bulgarien havde i alt vundet 23.000 km2, men tabt 7.525 km2 gammelt bulgarsk land; det havde forøget sin folkemængde med 400.000 mennesker. Men en mængde bulgarer kom til at ombytte det tyrkiske herredømme med det tungere serbisk og græsk åg, og bandekampene levede op igen. Skuffet og svækket gik Bulgarien ud af krigen, efter at også kravet om en revision af Bukarest-freden, der kun mødte forståelse i Wien, havde måttet opgives.

## 1. verdenskrig
I den 1914 udbrudte europæiske krig holdt Bulgarien sig i begyndelsen neutral og afventende, men i løbet af sommeren 1915 blev dets forhold til Centralmagterne stadig snævrere, og efter at Tyrkiet i september 1915 under Tysklands medvirken til Bulgarien havde afstået Adrianopels banegaard og den del af Thrakien, hvor igennem den bulgarske bane til Dedeagatsch gik, sluttede Bulgarien sig helt til Centralmagterne og kastede sig i oktober 1915 over Serbien, hvorpå Ententemagterne erklærede Bulgarien krig.

## Mellemkrigstiden
Ved det militære sammenbrud 1918 abdicerede zar Ferdinand til fordel for sønnen Boris (3. oktober). Radoslavov, der havde ført regeringen under Krigen, var gået af og afløstes af Malinov, der anmodede om våbenstilstand. Der efter dannede Todorov et koalitionskabinet. Ved freden i Neuilly, der underskreves den 27. november 1919, afgav Bulgarien til Rumænien det sydlige Dobrudja, til Jugoslavien byerne Tsaribrod og Strumitsa og gav afkald på ethvert krav på trakiske landsdele, der lå uden for Bulgariens nye grænser; Bulgarien skulle i erstatning til de Allierede betale 2 1/4 milliard guldfrancs i halvårlige rater i løbet af 37 år, betale omkostningerne ved besættelsen med mere og afvæbne sin hær, idet det kun måtte beholde frivillige tropper til maximum af 33.000 mand til ordenens opretholdelse. Efter valgene i august 1919 dannede agrarpartiets fører Stamboliski regering. Sobranjen opløstes februar 1920, og da agrarerne kom styrkede ind i den nye Sobranje, dannede Stamboliski et nyt, helt af partifæller sammensat kabinet. 1920 blev Bulgarien optaget i Folkeforbundet. Stamboliski, der førte et hensynsløst partiregimente, blev juli 1923 styrtet ved et kup. Han selv flygtede, men blev taget til fange og derpå skudt under et flugtforsøg. Tsankov overtog regeringen; i september omdannede han sit kabinet til en koalitionsregering. Med kommunisterne var der vanskeligheder. Under en sørgehøjtid for en myrdet general, da flere ministre og parlamentsmedlemmer var forsamlede i katedralen i Sofia, fandt en bombeeksplosion sted, hvorved en stor mængde mennesker blev dræbt eller såret. Hovedvanskeligheden for Bulgarien bestod i at få bugt med de gamle voldstraditioner fra tyrkertiden. Makedoniske bander huserede nu som før, hvad der jævnlig fremkaldte misstemninger hos naboerne (Jugoslavien og Grækenland); undertiden fandt blodige opgør sted inden for de makedoniske organisationer selv. Det makedoniske spørgsmål var i datiden et af de vanskeligste og farligste problemer på Balkan. Dertil kom finansielle vanskeligheder og det besværlige flygtningespørgsmål. Tsankov afløstes i januar 1926 af Liaptchev. Dennes parti fik flertal ved valgene til Sobranjen i maj 1927.